# Pastin
Il pastìn è una pietanza tipica bellunese a base di carne tritata alla grossa di maiale e manzo, simile alla salsiccia, salata e speziata, o più semplicemente l'impasto del salame appena fatto e non stagionato ma con una specifica e corretta percentuale di sale (Belluno). Il pastin è inserito nell'elenco dei prodotti tradizionali del Veneto.

## Composizione
Il pastin della Val di Zoldo, - il più famoso -, è composto di carne tritata di maiale e manzo nella quale si aggiunge la "conza" (condimento) fatta di un infuso di vino bianco aglio e spezie. Viene solitamente fatto alla griglia "garđela" nella forma di "rodéla de pastin". Noto fin dal medioevo, è un cibo prevalentemente invernale, ed abbinato alla classica polenta, veniva un tempo consumato al momento dell'abbattimento del maiale. Può essere consumato crudo, spalmato sul pane o alla griglia o può essere parte di ricette più complesse.
Tipico bellunese è il famoso panino con pastin e formaggio alla piastra, classica pietanza servita nelle sagre paesane del bellunese.
La rivista Gambero Rosso lo ha inserito tra le 100 eccellenze italiane più succulente.